# Ван Гинкел, Марко
Вю́лферт Корне́лиюс ван Ги́нкел (нидерл. Wulfert Cornelius van Ginkel; род. 1 декабря 1992, Амерсфорт, Утрехт), более известный как Ма́рко ван Ги́нкел — нидерландский футболист, полузащитник.

## Клубная карьера

### «Витесс»
Марко ван Гинкел родился 1 декабря 1992 года в нидерландском Амерсфорте, в семье футболиста Алекса ван Гинкела, выступавшего за «Утрехт». Марко в возрасте 10 лет пришёл из детского клуба «СВ де Валлейвогелс» в молодёжную академию «Витесса». Дебют на профессиональном уровне ван Гинкела состоялся в возрасте 17 лет, когда 9 апреля 2010 года вышел на замену в гостевом матче с «Валвейком». Появление в стартовом составе состоялось 18 апреля 2010 года в поединке против «Роды». В общей сложности Марко сыграл в сезоне 2009/10 четыре матча. В своём втором сезоне он отметился первым голом за «Витесс». 14 августа 2010 года Марко в выездном матче против «Аякса» забил второй мяч в ворота амстердамцев, но в итоге нидерландский гранд одержал победу со счетом 4:2.
В сентябре 2011 года он в очередной раз продлил свой контракт с «Витессом», срок действия которого завершался в 2015 году и с тех пор ван Гинкел занял прочное и непоколебимое место в основе полузащиты «Витесса». Также Марко дебютировал в Лиге Европы, сыграв 4 матча в отборочном раунде сезона 2012/13, забив 3 гола в ворота пловдивского «Локомотива» и запомнившись активными действиями в матчах с махачкалинским «Анжи».
Кроме всего прочего ван Гинкел в 2010 году провел 3 матча за юношескую сборную Нидерландов до 19 лет в квалификационном раунде на юниорский чемпионат Европы 2010 года. А в 2011-12 годах выступал за молодёжную сборную Нидерландов. Всего за молодёжную команду Марко сыграл 11 матчей и забил 3 гола: первый гол в ворота Болгарии (5:0) 5 июня 2012 года и 11 октября 2012 года дважды поразил ворота сборной Словакии (2:0). Эта успешная игра не могла быть не замечена тренером сборной Нидерландов Луи ван Галом и 14 ноября 2012 года ван Гинкел дебютировал в составе национальной сборной в матче с Германией (0:0), выйдя на поле на 59-й минуте вместо Ибрагима Афеллая.
По окончании сезона 2012/13 получил премию имени Йохана Кройфа, которая вручается лучшему молодому игроку года (провёл 33 матча, забил восемь голов и отдал восемь результативных передач, став одним из лидеров «Витесса»).

### «Челси»
3 июля 2013 года, английский клуб «Челси» объявил о достижении соглашения с «Витессом» о переходе ван Гинкела. Сумма трансфера, сообщалось, находится в районе 8 млн фунтов стерлингов. 5 июля «Челси» подтвердил, что подписание ван Гинкела завершено и с нидерландским полузащитником подписан пятилетний контракт. В первом интервью официальному сайту «Челси», ван Гинкел охарактеризовал себя как командного игрока играющего «от штрафной до штрафной», который может быстро пробежать большое расстрояние и забить.
Дебютировал за новый клуб в первом матче сезона против «Халл Сити». 18 сентября впервые сыграл в Лиге чемпионов с «Базелем». 24 сентября во встрече со «Суиндоном» в рамках кубка лиги получил травму, выведшую его из строя на полгода. Вернулся на поле 21 марта 2014 года в матче молодёжного состава «Челси» против «Манчестер Юнайтед».
17 июля 2017 «Челси» заключил новое соглашение с полузащитником Марко ван Гинкелом, проведшим последние полтора сезона в ПСВ на правах аренды.
Контракт с 24-летним голландцем продлен до 2020 года, при этом ван Гинкел вновь будет одолжен клубу из Эйндховена на следующий сезон.

### Аренда в «Милан»
1 сентября 2014 года ван Гинкел перешёл в клуб «Милан», выступающий в Серии A, на правах аренды сроком на один сезон.

### Аренда в «Сток Сити»
10 июля 2015 года ван Гинкел перешёл в клуб «Сток Сити», выступающий в Премьер-лиге, на правах аренды сроком на один сезон. 9 августа дебютировал за «гончаров», выйдя в основном составе на матч 1-го тура Премьер-лиги против «Ливерпуля» (0:1), несмотря на поражение был назван игроком матча. Первые 6 матчей в сезоне он провел в стартовом составе, но после его место в центре поля занял Ибрагим Афеллай. После подписания «гончарами» Жанелли Имбюла 1 февраля 2016 года, Марко вернули обратно в «Челси».

### Аренда в ПСВ
Вслед за решением «Сток Сити» отменить аренду ван Гинкела, он присоединился к ПСВ на правах аренды до конца сезона, по прибытии в новый клуб получил номер 28. 7 февраля дебютировал за ПСВ, выйдя в основном составе на матч 22-го тура против «Утрехта» (2:0), отметившись дебютным голом. В следующем туре отметился очередным голом в ворота НЕК.

### Возвращение в «Витесс»
31 января 2023 года ван Гинкел вернулся в арнемский «Витесс», подписав с клубом контракт до 2024 года.

## Международная карьера
Дебютировал в основном составе сборной Нидерландов в товарищеском матче против сборной Германии 14 ноября 2012 года, выйдя на замену Ибрагиму Афеллаю на 59-й минуте. Матч закончился вничью со счётом 0:0 на «Амстердам-Арена». После дебюта в основной сборной, ван Гинкел, в мае 2013 года был включен в состав молодёжной сборной Нидерландов на чемпионат Европы среди молодёжных команд 2013 года в Израиле.

## Достижения
Командные
ПСВ
- Чемпион Эредивизи: 2015/16
- Обладатель Кубка Нидерландов: 2021/22
- Обладатель Суперкубка Нидерландов (2): 2021, 2022

Личные
- Футбольный талант года в Нидерландах: 2013

## Статистика выступлений

### Клубная статистика
| Выступление      | Выступление      | Выступление      | Лига | Лига | Кубок страны | Кубок страны | Кубок лиги | Кубок лиги | Еврокубки | Еврокубки | Прочие | Прочие | Итого | Итого |
| Клуб             | Лига             | Сезон            | Игры | Голы | Игры         | Голы         | Игры       | Голы       | Игры      | Голы      | Игры   | Голы   | Игры  | Голы  |
| ---------------- | ---------------- | ---------------- | ---- | ---- | ------------ | ------------ | ---------- | ---------- | --------- | --------- | ------ | ------ | ----- | ----- |
| Витесс           | Эредивизи        | 2009/10          | 4    | 0    | 0            | 0            | —          | —          | —         | —         | 0      | 0      | 4     | 0     |
| Витесс           | Эредивизи        | 2010/11          | 26   | 5    | 2            | 0            | —          | —          | —         | —         | 0      | 0      | 28    | 5     |
| Витесс           | Эредивизи        | 2011/12          | 30   | 5    | 4            | 1            | —          | —          | —         | —         | 4      | 0      | 38    | 6     |
| Витесс           | Эредивизи        | 2012/13          | 33   | 8    | 4            | 1            | —          | —          | 4         | 3         | 0      | 0      | 41    | 12    |
| Витесс           | Итого            | Итого            | 93   | 18   | 10           | 2            | —          | —          | 4         | 3         | 4      | 0      | 111   | 23    |
| Челси            | Премьер-лига     | 2013/14          | 2    | 0    | 0            | 0            | 1          | 0          | 1         | 0         | 0      | 0      | 4     | 0     |
| Челси            | Итого            | Итого            | 2    | 0    | 0            | 0            | 1          | 0          | 1         | 0         | 0      | 0      | 4     | 0     |
| Милан            | Серия A          | 2014/15          | 17   | 1    | 1            | 0            | —          | —          | 0         | 0         | 0      | 0      | 18    | 1     |
| Милан            | Итого            | Итого            | 17   | 1    | 1            | 0            | —          | —          | 0         | 0         | 0      | 0      | 18    | 1     |
| Сток Сити        | Премьер-лига     | 2015/16          | 17   | 0    | 2            | 0            | 2          | 0          | —         | —         | —      | —      | 21    | 0     |
| Сток Сити        | Итого            | Итого            | 17   | 0    | 2            | 0            | 2          | 0          | —         | —         | —      | —      | 21    | 0     |
| ПСВ              | Эредивизи        | 2015/16          | 13   | 8    | 1            | 0            | —          | —          | 2         | 0         | 0      | 0      | 16    | 8     |
| ПСВ              | Эредивизи        | 2016/17          | 15   | 7    | 0            | 0            | —          | —          | 0         | 0         | 0      | 0      | 15    | 7     |
| ПСВ              | Эредивизи        | 2017/18          | 28   | 14   | 3            | 2            | —          | —          | 2         | 0         | 0      | 0      | 33    | 16    |
| ПСВ              | Итого            | Итого            | 56   | 29   | 4            | 2            | —          | —          | 4         | 0         | 0      | 0      | 64    | 31    |
| Всего за карьеру | Всего за карьеру | Всего за карьеру | 185  | 48   | 17           | 4            | 3          | 0          | 9         | 3         | 4      | 0      | 218   | 55    |

### Международная статистика
| Сборная          | Сезон            | Товарищеские | Товарищеские | Турниры | Турниры | Всего | Всего |
| Сборная          | Сезон            | Игры         | Голы         | Игры    | Голы    | Игры  | Голы  |
| ---------------- | ---------------- | ------------ | ------------ | ------- | ------- | ----- | ----- |
| Нидерланды       | 2012             | 1            | 0            | 0       | 0       | 1     | 0     |
| Нидерланды       | 2013             | 1            | 0            | 0       | 0       | 1     | 0     |
| Нидерланды       | 2016             | 4            | 0            | 0       | 0       | 4     | 0     |
| Всего за карьеру | Всего за карьеру | 6            | 0            | 0       | 0       | 6     | 0     |

### Матчи и голы за сборную
| Матчи ван Гинкела за сборную Нидерландов | Матчи ван Гинкела за сборную Нидерландов | Матчи ван Гинкела за сборную Нидерландов | Матчи ван Гинкела за сборную Нидерландов | Матчи ван Гинкела за сборную Нидерландов | Матчи ван Гинкела за сборную Нидерландов |
| №                                        | Дата                                     | Оппонент                                 | Счёт                                     | Голы ван Гинкела                         | Соревнование                             |
| ---------------------------------------- | ---------------------------------------- | ---------------------------------------- | ---------------------------------------- | ---------------------------------------- | ---------------------------------------- |
| 1                                        | 14 ноября 2012                           | Германия                                 | 0:0                                      | —                                        | Товарищеский матч                        |
| 2                                        | 14 августа 2013                          | Португалия                               | 1:1                                      | —                                        | Товарищеский матч                        |
| 3                                        | 29 марта 2016                            | Англия                                   | 2:1                                      | —                                        | Товарищеский матч                        |
| 4                                        | 27 мая 2016                              | Ирландия                                 | 1:1                                      | —                                        | Товарищеский матч                        |
| 5                                        | 1 июня 2016                              | Польша                                   | 1:2                                      | —                                        | Товарищеский матч                        |
| 6                                        | 4 июня 2016                              | Австрия                                  | 0:2                                      | —                                        | Товарищеский матч                        |

Итого: 6 матчей / 0 голов; 3 победы, 3 ничьи, 0 поражений.